# 마이크로폰스
마이크로폰스(영어: The Microphones)는 미국 워싱턴주 올림피아에서 결성한 록 밴드이다. 1996년에 결성되었다가 2003년에 해체하였지만, 2007년에 짧게 재결합을 하였고, 이후 2019년과 2020년에 다시 재결합을 하였다. 필 엘버럼의 주도로 밴드가 움직인다. 앨버럼은 밴드의 주 작사가이자 작곡가이며 프로듀서로도 활동하며, 녹음이나 투어를 돌때 지역의 뮤지션끼리 컬래버레이션을 하기도 한다.
2003년부터 엘버럼은 마운트 이리라는 이름으로 녹음 및 공연을 한다. 엘버럼은 애나코터스에서 마이크로폰스라는 이름을 달고 2019년 6월 1회성 콘서트를 하였다. 이후 이듬해 8월 새로운 음반을 마이크로폰스라는 이름으로 발매하였다.

## 디스코그래피

### 정규 음반
- Don't Wake Me Up (1999)
- It Was Hot, We Stayed in the Water (2000)
- The Glow Pt. 2 (2001)
- Mount Eerie (2003)
- Microphones in 2020 (2020)

### 다른 음반, 카세트 및 EP
- Microphone (1997)
- Wires & Cords (1997)
- Tests (1998)
- Window (2000)
- Blood (2001)
- Little Bird Flies into a Big Black Cloud (2002)
- Song Islands (2002)
- The Singing from Mount Eerie (2003)
- The Drums from Mount Eerie (2003)
- Live in Japan (2004)
- Other Songs & Destroyed Versions (2007)
- Early Tapes 1996–1998 (2016)

### 7" 싱글
- "Bass Drum Dream" 7" (1999)
- "Feedback (Life, Love, Loop)" 7" (1999)
- "Moon Moon" 7" (1999)
- "I Can't Believe You Actually Died" – as "The Microphones Singers" (2001)
- "The Moon" (2001)
- "Lanterns/Antlers" (2002)
- "Don't Smoke/Get Off the Internet" (2007)
- "Collaborate With a 1940s Wire Recorder" (2011)